# Сен-П'єрр-д'Отій
Сен-П'єрр-д'Оті́й (фр. Saint-Pierre-d'Autils) — колишній муніципалітет у Франції, у регіоні Нормандія, департамент Ер. Населення — 1002 осіб (2011).
Муніципалітет був розташований на відстані близько 75 км на північний захід від Парижа, 45 км на південний схід від Руана, 24 км на північний схід від Евре.

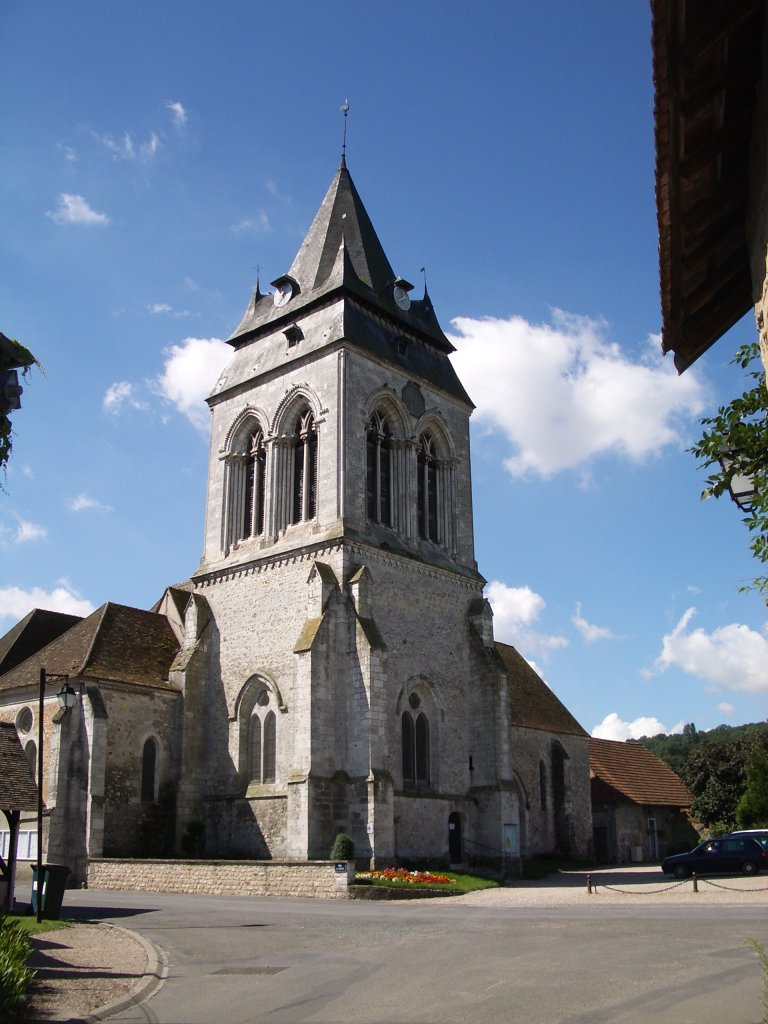

## Історія
До 2015 року муніципалітет перебував у складі регіону Верхня Нормандія. Від 1 січня 2016 року належав до нового об'єднаного регіону Нормандія.
1 січня 2017 року Сен-П'єрр-д'Отій, Ла-Шапель-Реанвіль i Сен-Жуст було об'єднано в новий муніципалітет Ла-Шапель-Лонгвіль.

## Демографія
Динаміка населення (INSEE ):
Розподіл населення за віком та статтю (2006):
| Стать | Всього | До 15 років | 15-24 | 25-44 | 45-64 | 65-85 | Понад 85 |
| --- | ------ | ----------- | ----- | ----- | ----- | ----- | -------- |
| Чоловіки | 472    | 97          | 43    | 116   | 143   | 73    | 0        |
| Жінки | 511    | 92          | 58    | 155   | 148   | 54    | 4        |
| \| Статево-вікова піраміда \| Статево-вікова піраміда \| Статево-вікова піраміда \| \| ----------------------- \| ----------------------- \| ----------------------- \| \| Чоловіки \| Вік \| Жінки \| \| 0 \| 85 + \| 4 \| \| 19 \| 80-84 \| 15 \| \| 19 \| 75-79 \| 19 \| \| 12 \| 70-74 \| 8 \| \| 23 \| 65-69 \| 12 \| \| 12 \| 60-64 \| 35 \| \| 46 \| 55-59 \| 39 \| \| 54 \| 50-54 \| 35 \| \| 31 \| 45-49 \| 39 \| \| 31 \| 40-44 \| 54 \| \| 54 \| 35-39 \| 35 \| \| 19 \| 30-34 \| 39 \| \| 12 \| 25-29 \| 27 \| \| 12 \| 20-24 \| 23 \| \| 31 \| 15-20 \| 35 \| \| 50 \| 10-14 \| 46 \| \| 39 \| 5-9 \| 23 \| \| 8 \| 0-4 \| 23 \| |        |             |       |       |       |       |          |
| Статево-вікова піраміда |        |             |       |       |       |       |          |
| Чоловіки | Вік    | Жінки       |       |       |       |       |          |
| 0 | 85 +   | 4           |       |       |       |       |          |
| 19 | 80-84  | 15          |       |       |       |       |          |
| 19 | 75-79  | 19          |       |       |       |       |          |
| 12 | 70-74  | 8           |       |       |       |       |          |
| 23 | 65-69  | 12          |       |       |       |       |          |
| 12 | 60-64  | 35          |       |       |       |       |          |
| 46 | 55-59  | 39          |       |       |       |       |          |
| 54 | 50-54  | 35          |       |       |       |       |          |
| 31 | 45-49  | 39          |       |       |       |       |          |
| 31 | 40-44  | 54          |       |       |       |       |          |
| 54 | 35-39  | 35          |       |       |       |       |          |
| 19 | 30-34  | 39          |       |       |       |       |          |
| 12 | 25-29  | 27          |       |       |       |       |          |
| 12 | 20-24  | 23          |       |       |       |       |          |
| 31 | 15-20  | 35          |       |       |       |       |          |
| 50 | 10-14  | 46          |       |       |       |       |          |
| 39 | 5-9    | 23          |       |       |       |       |          |
| 8 | 0-4    | 23          |       |       |       |       |          |

## Економіка
2010 року серед 638 осіб працездатного віку (15—64 років) 466 були активними, 172 — неактивними (показник активності 73,0%, у 1999 році було 67,9%). З 466 активних мешканців працювало 426 осіб (230 чоловіків та 196 жінок), безробітними було 40 (20 чоловіків та 20 жінок). Серед 172 неактивних 63 особи були учнями чи студентами, 64 — пенсіонерами, 45 були неактивними з інших причин.

У 2010 році в муніципалітеті числилось 403 оподатковані домогосподарства, у яких проживали 1066,5 особи, медіана доходів виносила 22 303 євро на одного особоспоживача